# Sphoeroides nephelus
Sphoeroides nephelus е вид лъчеперка от семейство Tetraodontidae. Видът не е застрашен от изчезване.

## Разпространение и местообитание
Разпространен е в Американски Вирджински острови, Ангуила, Антигуа и Барбуда, Бахамски острови, Белиз, Британски Вирджински острови, Венецуела, Гваделупа, Гватемала, Доминика, Доминиканска република, Кайманови острови, Колумбия, Коста Рика, Куба, Мартиника, Мексико, Монсерат, Никарагуа, Панама, Пуерто Рико, САЩ, Свети Мартин, Сейнт Китс и Невис, Синт Мартен, Тринидад и Тобаго, Хаити, Хондурас и Ямайка.
Обитава крайбрежията и пясъчните дъна на полусолени водоеми, морета, заливи, лагуни, рифове и реки. Среща се на дълбочина от 1 до 11 m, при температура на водата от 22 до 24,6 °C и соленост 36 – 36,2 ‰.

## Описание
На дължина достигат до 30 cm.